# KBS NEWS 24
KBS NEWS 24 (korejsky KBS 뉴스 24) je jihokorejský zpravodajský kanál, který provozuje KBS. Živé vysílání lze sledovat živě přes webové stránky KBS NEWS, aplikaci my K, nebo na kanálech 9-2 jihokorejských pozemních multikanálů.

## Program
Kanál vysílá zejména zpravodajské pořady, vysílané na sesterských stanicích KBS1 a KBS2. Dále potom vysílá některé dokumenty, kulturní pořady. Pokud stanice KBS1 začne vysílat mimořádné zpravodajství, stanice KBS NEWS 24 začne vysílat stejný obsah i s logem a grafikou stanice KBS1. Kanál vysílá 24 hodin denně.